# Mesa Laboratory
Le Mesa Laboratory est un centre de recherche du National Center for Atmospheric Research (NCAR) situé à Boulder, au Colorado, aux États-Unis.
Le bâtiment a été construit par l'architecte Ieoh Ming Pei.

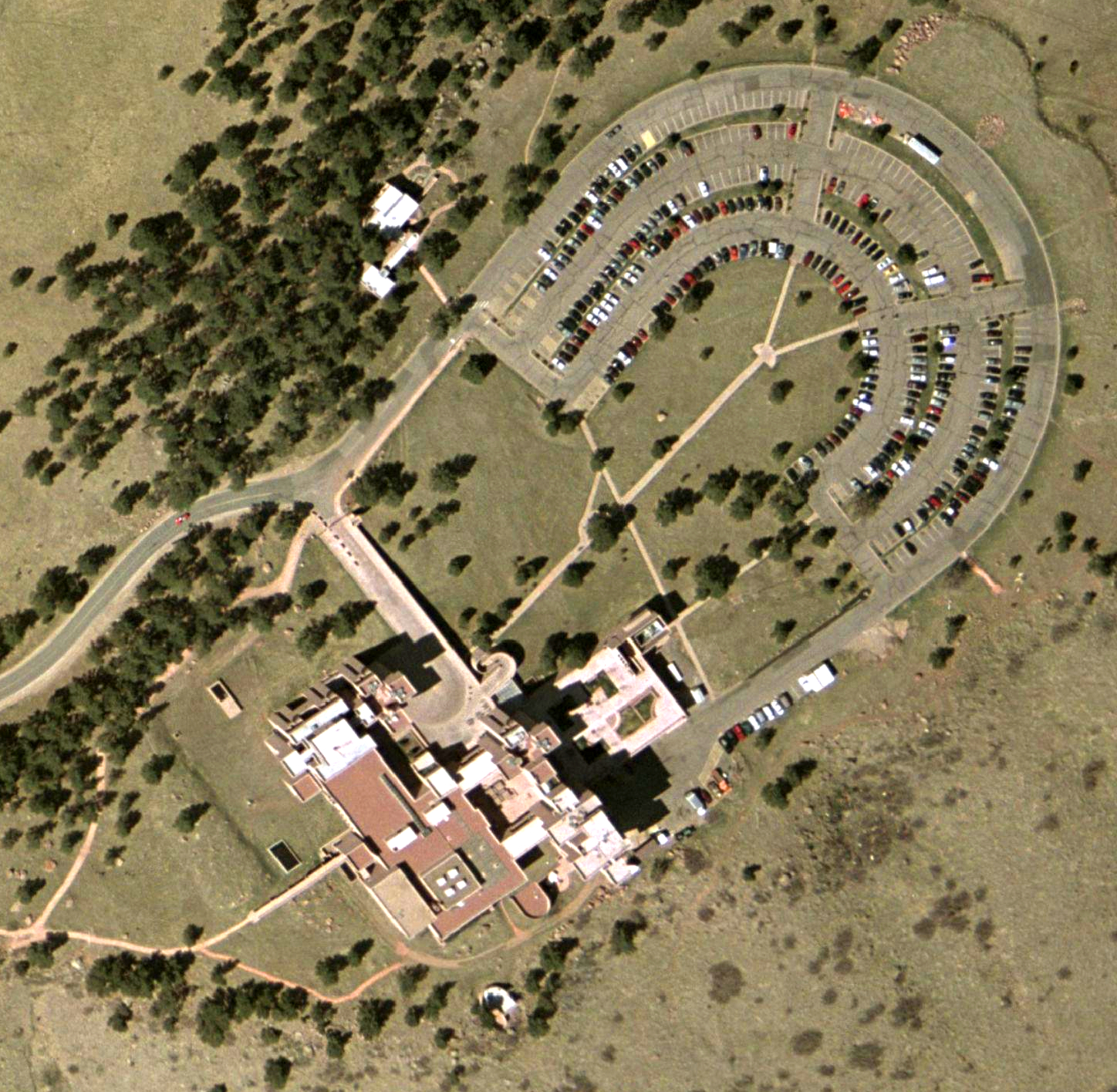
Vue aérienne du laboratoire.